# Embarcation de sauvetage
Ne doit pas être confondu avec Canot de sauvetage.

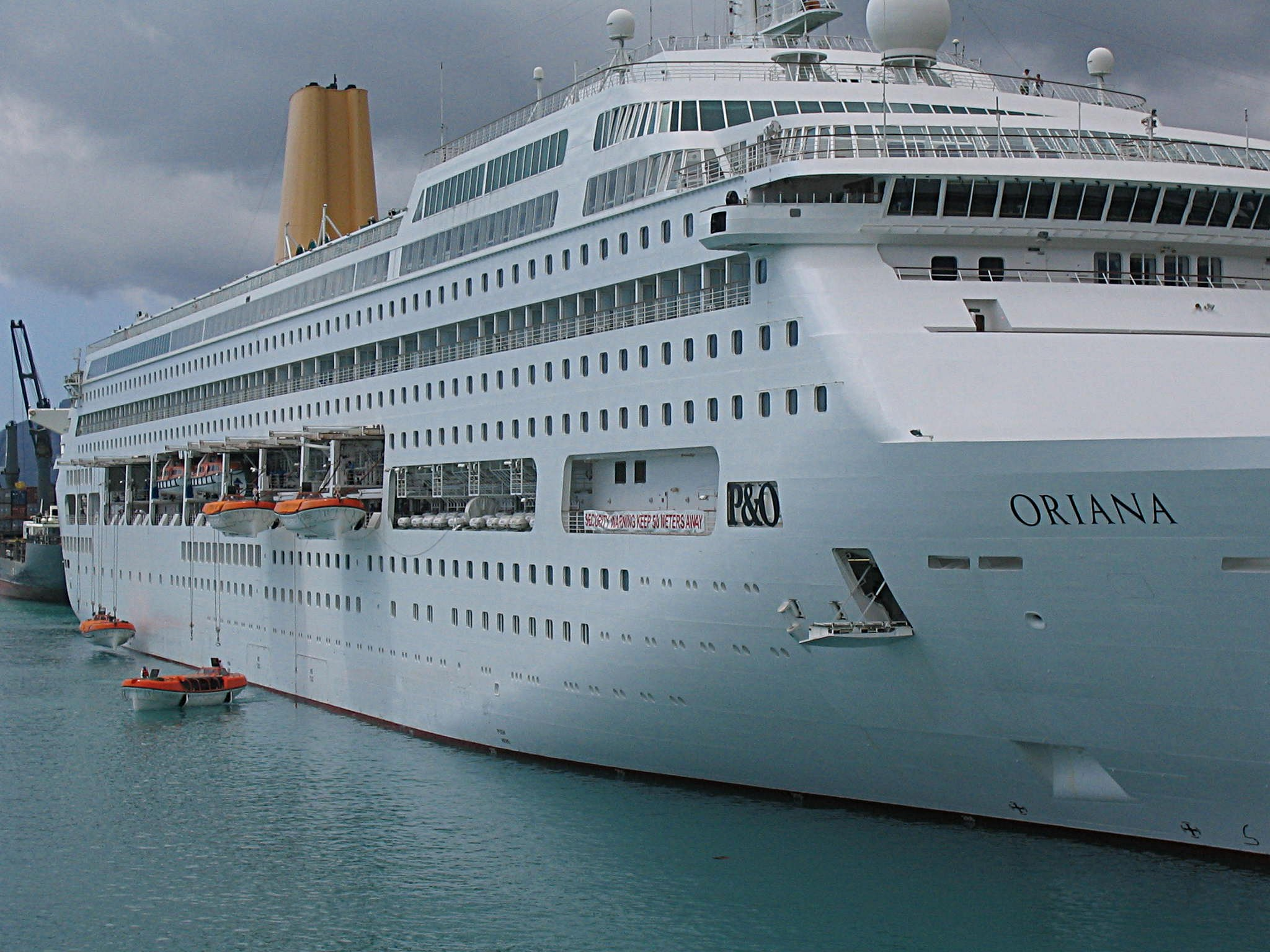
Exercice d'abandon sur un paquebot à quai. Mise à l'eau d'embarcations de sauvetage sous bossoirs télescopiques.

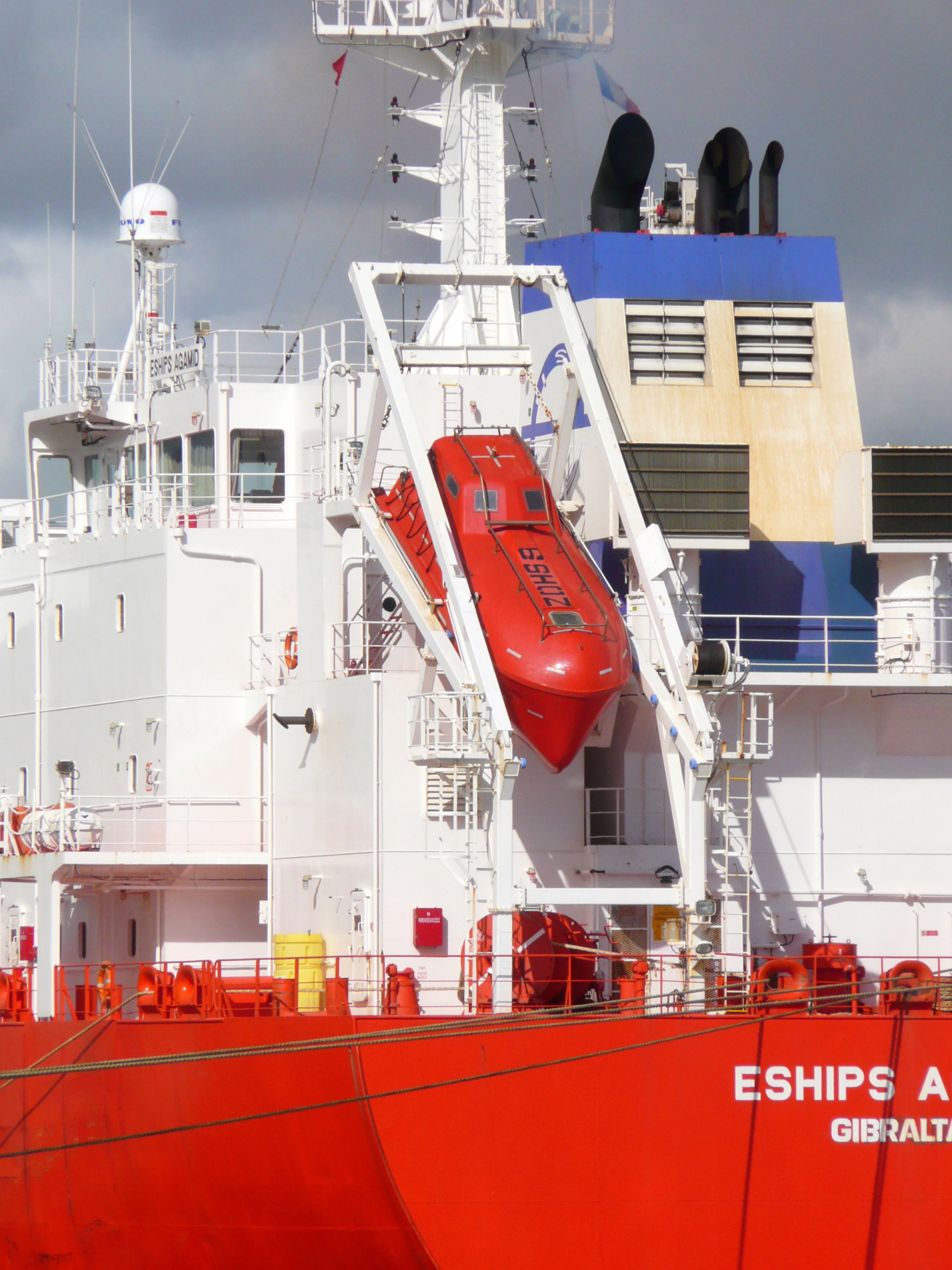
Embarcation de sauvetage à chute libre sur un chimiquier

Lancement d'une embarcation de sauvetage à chute libre

Une embarcation de sauvetage est un petit bateau utilisé sur les navires de charge, de pêche et à passagers pour assurer l'évacuation en cas de naufrage, c'est un engin de sauvetage collectif. Le drame du Titanic avait fait prendre conscience de l'utilité de disposer de suffisamment d'embarcations pour accueillir l'ensemble des passagers et du personnel ; d'autres naufrages montrèrent la nécessité de systèmes d'évacuation rapides.
À l'origine de simples baleinières, les embarcations de sauvetage peuvent être classées en :
- embarcations ouvertes, disposées de chaque bord sous bossoirs ;
- embarcations fermées, disposées de chaque bord sous bossoirs ;
- embarcations à chute libre, placées à la poupe, obligatoires sur certains vraquiers, pétroliers et chimiquiers. Totalement fermées, disposées sur une rampe à 45° par rapport à l'horizontale, elles permettent d'évacuer en toute sécurité même par mer couverte de pétrole en feu, l'embarcation s'éloignant du navire rapidement. Chaque membre d'équipage est assis sur un siège baquet face à l'arrière (sauf le barreur) et tous sont munis d'un harnais de sécurité. Comme l'illustre la séquence vidéo, elles font malgré tout courir le risque de blessures à l'équipage en raison de la forte décélération à l'entrée dans l'eau.

Elles sont classées sous le terme d'engin collectif de sauvetage dans la règlementation.